# Rissani
Rissani (Zentralatlas-Tamazight ⵔⵉⵙⵙⴰⵏⵉ; arabisch الريصاني, DMG ar-Rīṣānī; offiziell Moulay Ali Chérif) ist eine Wüstenstadt mit teilweise urbanem Charakter und etwa 5000 Einwohnern in der Provinz Errachidia in der Region Drâa-Tafilalet im Süden Marokkos.

## Lage und Klima
Rissani liegt in der Oasenlandschaft des Tafilalet am – hier nur noch selten wasserführenden – Oued Ziz in einer Höhe von ca. 750 m etwa 22 km südlich von Erfoud an der N 13, die weiter nach Merzouga und zu den Sanddünen des Erg Chebbi führt. Gleichzeitig bildet Rissani den östlichen Endpunkt der aus dem Draâ-Tal (Zagora) kommenden N 12 bzw. R 108. Das Klima ist warm bis heiß; der spärliche Regen (ca. 80 mm/Jahr) fällt nahezu ausschließlich in den Wintermonaten.

## Bevölkerung
| Jahr      | 1994 | 2004 | 2014 | 2024 |
| Einwohner | 4673 | 5575 | 5010 | 4353 |

## Geschichte
Rissani liegt unweit der Ruinen der ehemaligen Karawanenstadt Sidschilmasa, die im Mittelalter für Marokko von großer Bedeutung war. Der Ursprung von Rissani ist eng verbunden mit der Dynastie der Alawiden, die seit dem 17. Jahrhundert über Marokko regiert. Die Alawiden zeigen sich auch heute noch sehr heimatverbunden, denn immer wieder werden die Stadt und ihre Umgebung mit einem neuen Bauwerk (Monumentaltor) geschmückt, oder aber ältere Bauten werden instand gehalten (Mausoleum) oder restauriert (Ksar Abouam).

## Ortsbild

### Häuser

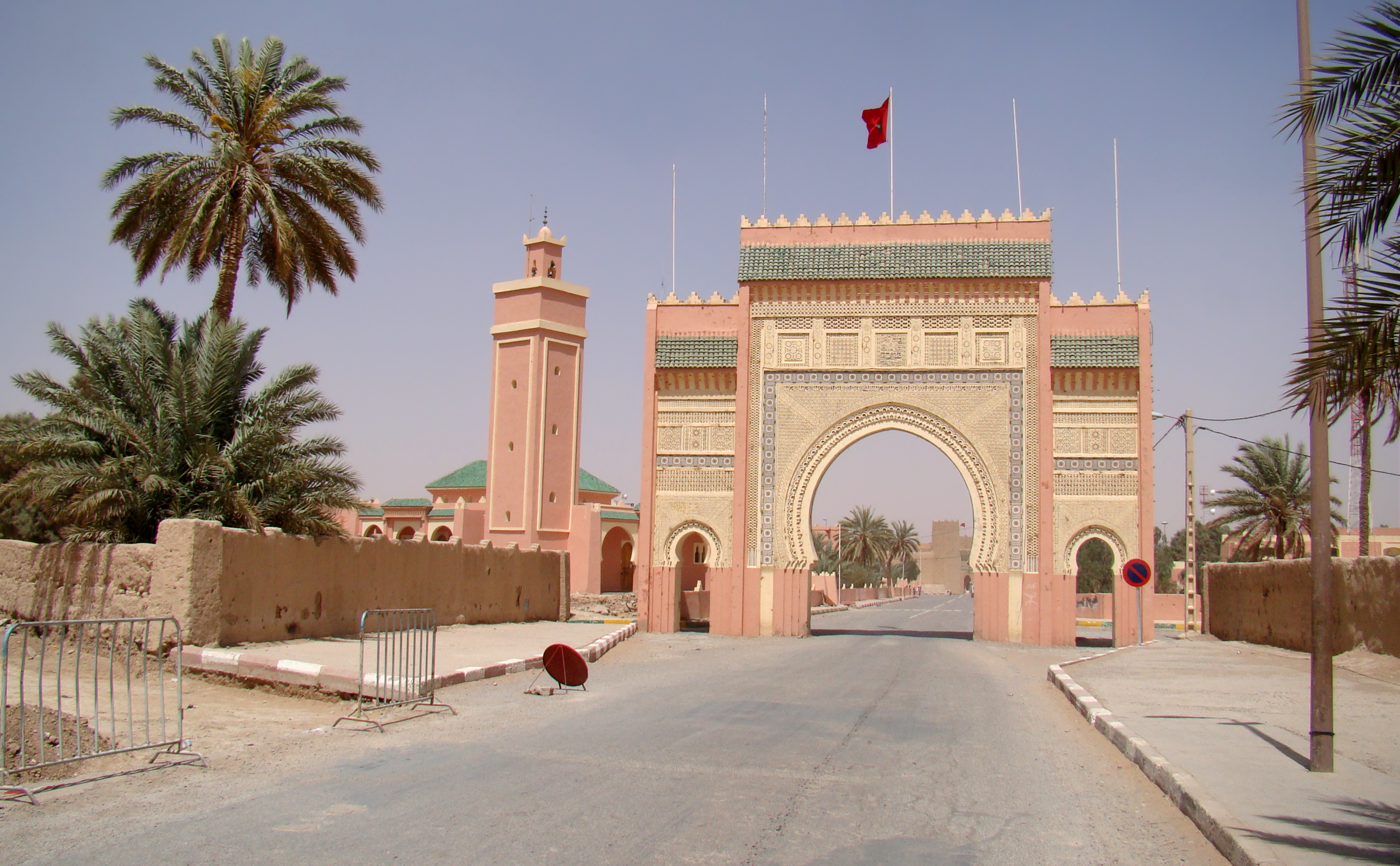
Stadttor von Rissani, Einfahrt von Westen her

Das heutige Ortsbild ist geprägt von einem großen Platz im Zentrum und von breiten, weitgehend geradlinigen Straßenzügen mit hellrot angestrichenen neuen Häusern mit Wänden aus Hohlblocksteinen, Decken und Treppen aus Gussbeton, großen Fenstern und Satellitenschüsseln. Das Erdgeschoss der meisten Wohnhäuser wird als Geschäft, Handwerksbetrieb, Werkstatt oder Büro genutzt. Eine Altstadt (Medina) gibt es nicht.

### Markt
Zum Ortsbild gehört der täglich stattfindende Markt (suq). In einfachen Bretterbuden und auf Tischen findet man lebende und tote Tiere, Küchengeräte, Werkzeug, Fossilien, Gemüse, Körbe, Hocker, Fahrräder, Kleidung aus zweiter oder dritter Hand, Schmuck, Keramik, Naturheilmittel u. v. m. Beeindruckend ist auch der weiträumige Eselparkplatz der Marktteilnehmer.

## Ksar Abouam

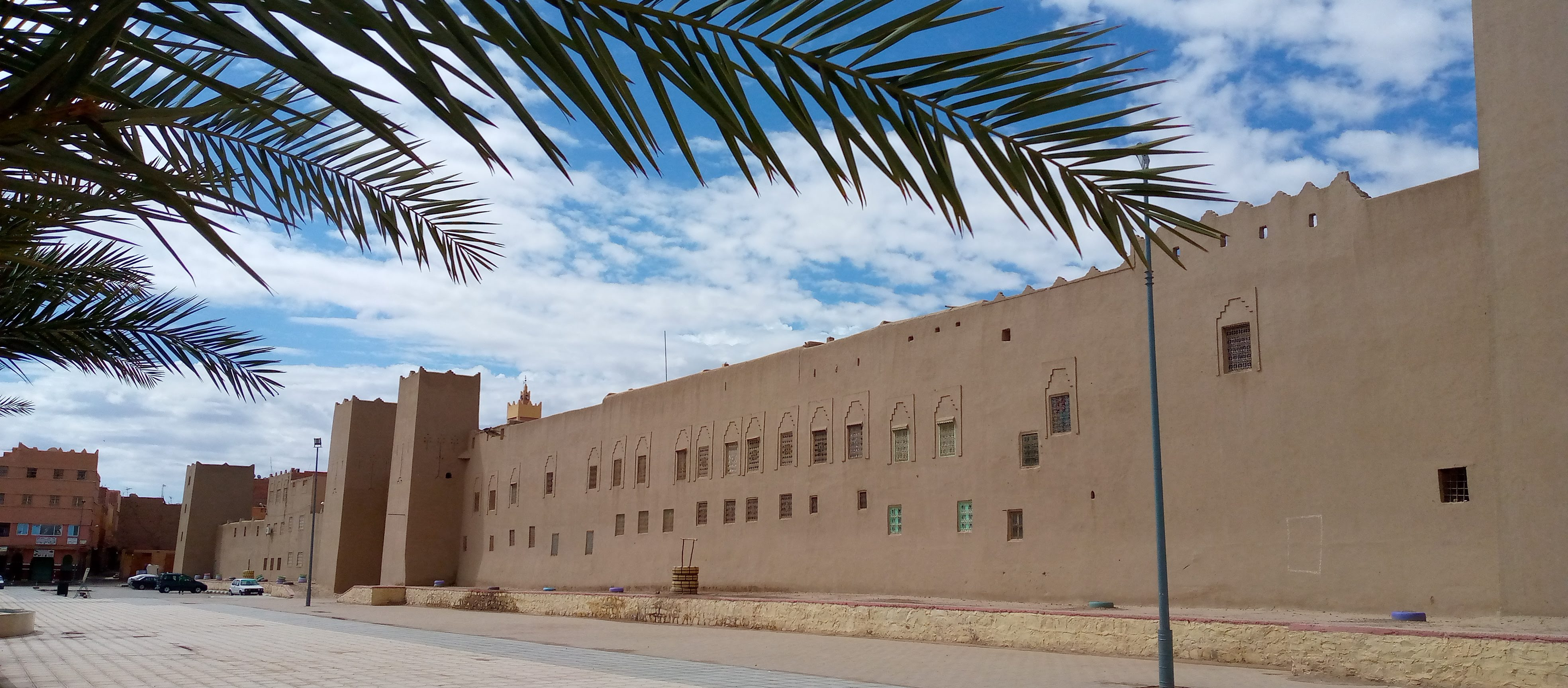
Rissani – Ksar Abouam

Unweit des Ortszentrums liegt der aus Stampflehm errichtete Ksar Abouam, einer von mehreren königlichen Ksur in der Umgebung von Rissani. Die rechtwinklig verlaufenden, engen und an vielen Stellen überbauten Gassen machten lange Zeit einen verfallenen und sehr armseligen Eindruck, bis im Jahr 2005 mit umfangreichen Sicherungs- und Instandhaltungsarbeiten begonnen wurde. Hier leben immer noch mehrere dunkelhäutige Familien, allesamt Nachfahren ehemaliger Sklaven aus Schwarzafrika (Haratin).

## Umgebung

### Ksur
In der näheren und weiteren Umgebung von Rissani gibt es noch etwa 50 weitere Ksur mit einem geometrischen Grundriss: Ksar Ouled Abd-el-Halim, Ksar Abbar u. v. a. (siehe Weblink). Diese wurden zumeist erst vor ca. 100 bis 200 Jahren erbaut und dienten teilweise als Rückzugs- oder Verbannungsort für Witwen oder andere unliebsame Mitglieder der Königsfamilie. Alle Bauten sind arg verfallen und dienen heute als heruntergekommene Unterkünfte für die Wächterfamilien und andere Personen aus ärmeren Bevölkerungsschichten. Lediglich die Reste von Bauornamentik an den Toren oder Türmen der Ksur zeigen an, dass sie einst bessere Zeiten gesehen haben.

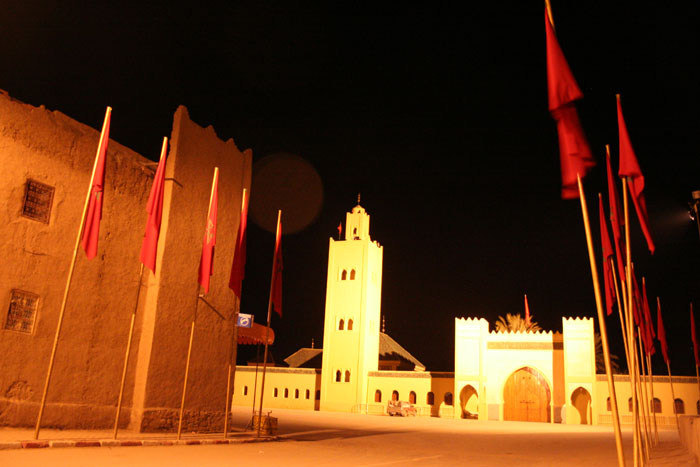
Rissani – Mausoleum Moulay Ali Cherif

### Mausoleum Moulay Ali Cherif
Unweit des Ksar Abbar liegt das Mausoleum für Moulay Ali Cherif, des im Jahr 1659 in Rissani verstorbenen Begründers der Alawiden-Dynastie. Große Teile der Anlage wurden erst in den 1960er Jahren erbaut und werden von der marokkanischen Königsfamilie bestens ausgestattet und gepflegt. Die Bezeichnung ‚Cherif‘ deutet darauf hin, dass man den Gründer der Dynastie und somit auch alle seine männlichen Nachkommen – also auch den jetzigen marokkanischen König – als direkte Nachfahren des Propheten Mohammed ansieht und entsprechend respektiert. Nur die gepflegte Gartenanlage des Mausoleums – für Muslime eine Anspielung auf das im Koran prophezeite Paradies – ist für Touristen zugänglich, der eigentliche Grabbau kann dagegen nur von außen betrachtet werden.

## Persönlichkeiten
- Muhammad al-Hilali (1893–1987), Religionsgelehrter und Koranübersetzer